# Édouard Chavannes
Édouard Chavannes (5. října 1865 Lyon – 29. ledna 1918 Paříž) byl francouzský archeolog, sinolog a překladatel z čínštiny.

## Život a dílo
V letech 1889–1893 pobýval v Pekingu jako diplomat francouzského vyslanectví. Zde začal, ve spolupráci s čínskými učenci, překládat Zápisky historika. Po návratu do Francie se stal profesorem čínské literatury na Collège de France. mezi jeho žáky patřili i Paul Pelliot, Marcel Granet a Vasilij Michajlovič Alexejev.
Je znám především překladem části Zápisků historika, který vydal v pěti svazcích v letech 1895–1905. Překlad zahrnuje prvních 47 kapitol z celkových 130. V letech 1967–1969 byl publikován znovu, přičemž byl doplněn šestým svazkem s 48. – 52. kapitolou.
Věnoval se studiím vztahů Číny s jejími západními a severními sousedy, přeložil části Chou chan-šu týkající se vztahů se „západními oblastmi“, publikoval studii tchangských textů o Turcích, zabýval se čínským náboženstvím, zejména buddhismem, přičemž v letech 1906–1908 zorganizoval archeologickou expedici do Číny. Jeho poslední práce, o hoře Tchaj, byla kvůli kombinaci textové analýzy a práce v terénu pro moderní sinologii přelomová.

## Dílo
- Documents sur les Tou-kiue (Turcs) occidentaux. Édouard Chavannes. 1900. Paris, Librairie d’Amérique et d’Orient. Reprint: Taipei. Reprint: Cheng Wen Publishing Co., 1969.
- CHAVANNES, Édouard. Trois Généraux Chinois de la dynastie des Han Orientaux. Pan Tch’ao (32-102 p.C.); – son fils Pan Yong; – Leang K’in (112 p.C.). Chapitre LXXVII du Heou Han chou. [s.l.]: T’oung pao 7, 1906.
- CHAVANNES, Édouard. Les pays d'occident d'après le Heou Han chou. [s.l.]: T’oung pao 8., 1907. S. 149–244.